# بريد أيرلندا

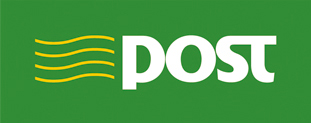
شعار أن بوست بين عامي 1984 و2019

إيه إن بوست (بالإنجليزية: "An Post") أو بريد أيرلندا هي مزود الخدمات البريدية المملوك للدولة في جمهورية أيرلندا. يوفر «خدمة بريدية عالمية» لجميع أنحاء البلاد كعضو في الاتحاد البريدي العالمي. وتتضمن الخدمات المقدمة: بريد الرسائل، وخدمة الطرود، وحسابات الودائع، و«إكسبريس يوست»، وخدمة توصيل في جميع أنحاء أيرلندا في اليوم التالي، وبريد سريع، وخدمة البريد السريع الدولية.

## وصلات خارجية
- الموقع الرسمي